# 소림사-인자무적
소림사-인자무적(林世榮, Magnificent Butcher)은 홍콩에서 제작된 원화평 감독의 1979년 액션 영화이다. 홍금보 등이 주연으로 출연하였고 추문회 등이 제작에 참여하였다.

## 출연

### 주연
- 홍금보
- 원표

### 조연
- 위백
- 풍극안
- 임정영
- 리하이성
- 원소전
- 관더싱
- 종발
- 번매생
- 진기기
- 장진
- 위안우
- 쩡추린
- 펑징원
- 시과파오
- 허바이광
- 탕징
- 천후이이
- 사부자
- 류궈청
- 카리

## 제작진
- 무술연출: 홍금보
- 무술연출: 원화평